# Córtex renal
Córtex renal é a parte mais externa do rim localizado entre a cápsula renal e a medula renal. No seu interior, encontram-se os néfrons, tubos curvos microscópicos onde o sangue é filtrado, produzindo-se a urina. Em um adulto, ele forma uma zona lisa contínua com um determinado número de projeções (coluna de Bertin) que se estendem para baixo entre as pirâmides renais. Constituído por Parênquima Renal 
Ele contêm os corpúsculos renais e os túbulos renais que descem para a medula renal. Ele também têm vasos sanguíneos e túbulos coletores.